# São Francisco (Paraíba)
Pour les articles homonymes, voir São Francisco.
São Francisco est une ville brésilienne du nord-ouest de l'État de la Paraíba.
Sa population était estimée à 3 442 habitants en 2007. La municipalité s'étend sur 95 km2.